# Оборванец (фильм, 1916)
«Оборванец» (англ. Ragamuffin) — немой американский
короткометражный художественный фильм-драма, снятый режиссёром Вильямом Демиллем в 1915—1916 годах.
Премьера фильма состоялась 23 января 1916 года.

## Сюжет
Отчим Дженни строит планы, как пробраться в дом богача Боба Ван Дайка. Он решает, что его падчерица должна выполнить бо́льшую часть «грязной» работы, и Дженни, не желая разочаровывать его, неохотно, но соглашается.
Пробравшись в дом, она попадает в руки хозяина — Боба, но, тот взяв с Дженни обещание отказаться от воровства, отпускает девушку. Однако Дженни нарушает данное обещание и крадёт фотографию Боба, чтобы помнить о человеке, который был так добр к ней.
Затем Дженни покидает шайку отчима и решает жить честно, но Боб Ван Дайк, попавший в сложное финансовое положение, сам строит планы совершить ограбление. Дженни узнав об этом, берёт на себя обвинения в ограблении, чтобы защитить Боба, после чего
убеждает его устроиться на работу. Боб и Дженни, поклявшиеся навсегда отказаться от преступной жизни, строят планы на совместное будущее и брак.

## В ролях
- Бланш Свит — Дженни
- Том Форман — Боб Ван Дайк
- Миннетт Барретт — Бет, его сестра
- Льюис МакКорд — Мэри
- Пак Джонс — Джек Декстер
- Джеймс Нил — брокер
- Уильям Элмер — Келли
- Агнес де Милль — Дженни, в детстве.

Ныне копия фильма хранится в Музее фотографии Джорджа Истмана Рочестер (Нью-Йорк).